# Amtsgericht Marienberg im Westerwald
Das Amtsgericht Marienberg war ein Gericht der ordentlichen Gerichtsbarkeit in Marienberg (Westerwald).
Mit § 12 der Verordnung vom 22. Februar 1867 wurde nach der Annexion Nassaus durch Preußen die Trennung von Verwaltung und Justiz angeordnet. Diese war im Herzogtum Nassau nicht gegeben. Die Ämter waren sowohl Verwaltungsbezirke als auch Gerichte erster Instanz. In Marienberg bestand das Amt Marienberg. Mit Verordnungen vom 26. Juni 1867 und 21. August 1867 wurde die Justizfunktion den neu geschaffenen Amtsgerichten, darunter dem Amtsgericht Marienberg übertragen. Das Amtsgericht Marienberg war zunächst dem Kreisgericht Dillenburg nachgeordnet.
Zum Gerichtsbezirk des Amtsgerichts Marienberg gehörten die Gemeinden des Amtes Marienberg außer Bretthausen, Liebenscheid, Löhnfeld, Neukirch, Stein, Weisenberg und Willingen die dem Sprengel des Amtsgerichtes Rennerod zugeordnet wurden.
Am 1. Oktober 1879 traten die Änderungen des Gerichtsverfassungsgesetzes in Kraft. Das Amtsgericht Marienberg blieb bestehen, anstelle des aufgelösten Kreisgerichtes Dillenburg trat nun aber das Landgericht Limburg.
Im Jahre 1943 wurde das Amtsgericht Marienberg stillgelegt und die Arbeit vom Amtsgericht Hachenburg mit übernommen. Im Jahre 1945 wurde es wieder eröffnet. Da Marienberg nun Rheinland-Pfalz zugeordnet war und Limburg an der Lahn Hessen, wurde das Amtsgericht Marienberg dem Gerichtsbezirk des Landgerichtes Koblenz zugeordnet.
Im Rahmen der Gebietsreform wurden die Amtsgerichte Rennerod und Wallmerod zum 1. Januar 1967 aufgelöst und dafür das Amtsgericht Westerburg errichtet. Das Amtsgericht Marienberg wurde zum gleichen Termin dem Amtsgericht Hachenburg zugeschlagen, bevor auch dieses zum 1. April 1973 mit Westerburg zusammengelegt wurde.